# Татармультфильм
Татармультфильм — одна из крупнейших региональных анимационных студий России, которая выпускает мультфильмы на русском, татарском и английском языках.

## О студии
Студия создана в 2009 году группой татарстанских энтузиастов: мультипликаторов, художников, сценаристов. Первый мультфильм, созданный на студии, назывался «Ребёнок и Бабочка» (по произведению Габдуллы Тукая). В настоящий момент на студии создано более 90 мультфильмов для детей. Годовой объем производства анимации – 150 минут.
Студия «Татармультфильм» является членом Ассоциации анимационного кино России.
В состав студии входят 2 звукостудии, а также телестудия с хромакеем.

## Награды
2010 – Обладатель Грант ОАО «РИТЭК» на создание мультипликационных фильмов «Кырлай»
2010 – Дипломант российского конкурса «100 лучших товаров России»
2010 – Лауреат республиканского конкурса «100 лучших товаров Республики Татарстан»
2011 – Победитель Международного фестиваля кино «Харьковская сирень» в номинации «Лучший анимационный фильм» за мультфильм «Кисекбаш»
2011 – Обладатель Гранта ОАО «РИТЭК» на создание анимационного фильма «Хранитель»
2011 – Лауреат республиканского конкурса «100 лучших товаров Республики Татарстан»
2012 – Обладатель специального приза Всемирной организации ТЮРКСОЙ за серию мультфильмов «Татарские народные сказки»
2013 – Лауреат Республиканской премии имени Мусы Джалиля
2014 – Победитель X Казанского международного фестиваля мусульманского кино в номинации «Лучший анимационный фильм» с анимационной трилогией «Зилантовы сказки»
2017 – Дипломант XXII Всероссийского открытого фестиваля анимационного кино в Суздале в номинации «За развитие национальной анимации» за создание полнометражного анимационного фильма «Стрела Наследия»
2017 – Обладатель Гранта Президента Российской Федерации  на создание проекта Этноколлекция «Сказки Поволжья»
2017 – Анимационный проект «Век Татарстана» вошел в Книгу рекордов России как мультфильм, в создании которого приняло наибольшее количество детей
2017 – Победитель XIII Казанского международного фестиваля мусульманского кино в номинации «Национальное кино» с полнометражным анимационным фильмом «Стрела Наследия»

## Анимационные работы студии
- Полнометражный анимационный фильм «Стрела Наследия»
- Анимационный сериал «Стрела Наследия»
  - пролог (0 серия). Котраг сын Кубрата
  - 1 серия. Стрела Котрага
  - 2 серия. Чертово городище
  - 3 серия. Тайницкая башня
  - 4 серия. Зилантова гора
  - 5 серия. Древний Болгар
  - 6 серия. Призрак острова-града
  - 7 серия. Первое свидание
- Анимационный сериал «Волжские Богатыри»
  - Камыр-батыр на татарском и русском языках
  - Вольга на татарском и русском языках
  - Иван-батыр на чувашском, татарском и русском языках
  - Маршан на марийском, татарском и русском языках
  - Сабан на мокшанском, эрзянском, татарском и русском языках
  - Селта на удмуртском, татарском и русском языках
- Анимационный сериал «Дозорные дорог»
  - 1 серия. Пешеходный переход
  - 2 серия. Велосипед
  - 3 серия. Будь заметен на дороге
  - 4 серия. О чем говорят дорожные знаки
  - 5 серия. Безопасный путь в школу
  - 6 серия. Я - пассажир
  - 7 серия. Общественный транспорт
  - 8 серия. Школьный автобус
  - 9 серия. История правил
  - 10 серия. Дворовая территория
- Серия мультфильмов «Волшебные странички» (по мотивам произведений Габдуллы Тукая)
  - «Ребёнок и бабочка»
  - «Забавный ученик»
  - «После работы можно и поиграть»
  - «Родной язык»
  - «Гали и Коза»
  - «Ленивый пёсик»
  - «Кошка — озорница»
  - «Луна и солнце»
  - «Зимний вечер»
  - «Дождь и солнце»
  - «Белый дед»
  - «Утро»
  - «Мышь, попавшая в молоко»
  - «Родная деревня»
- Серия мультфильмов «Татарские народные сказки»
  - «Три дочери»
  - «Золотые песчинки»
  - «Лиса и Гусь»
  - «Кому подарок?»
  - «Две дочери»
- Серия мультфильмов «Сказки родного края»
  - «Два петуха»
  - «Зайчишка»
  - «Деревья тоже болеют»
  - «Болтливая утка»
  - «Водяная»
  - «Коза и Баран»
- «Кисекбаш»
- «Белый барс»
- «Шурале»
- «Хвосты»
- Серия мультфильмов «В стране сказок» (по мотивам произведений Абдуллы Алиша):
  - «Пчела и оса»
  - «Кто самый сильный?»
  - «Гусёнок и Лебедёнок»
  - «Воробей-хвастун»
  - «Храбрец и Трусишка»
- Мультипликационный сериал «Кырмысказки»:
  - «Утопающий и змея»
  - «Чужие песни»
  - «За двумя зайцами»
  - «Назвался груздем»
  - «Пастух»
  - «Две собаки»
  - «Сделал дело — гуляй смело»
  - «Один в поле не воин»
  - «Яблоко от яблони»
  - «Король одноглазых»
  - «Чужая душа — потемки»
  - «Звезды на небе»
  - «Ученье — свет»
  - «Ложка к обеду»
  - «В гостях»
- Мультипликационный сериал «Сабантуй»:
  - «Яйцо в ложке»
  - «Гиря»
  - «Осколки горшка»
  - «Бабка-самурай»
  - «Ослик-победитель»
  - «Сапоги на столбе»
  - «Монета в кефире»
  - «Прыжки в мешках»
- Сериал «Антон Профилактошкин и другие»:
  - «О здоровом образе жизни»
  - «О вреде наркотиков»
  - «О вреде табака»
  - «О вреде алкоголя»
  - «О здоровой пище»
- Трилогия «Зилантовы сказки»
  - «Пчела и Оса»
  - «Кто самый сильный?»
  - «Гусенок и Лебеденок»
- Документально-игровой фильм «Тукай»
- Документально-игровой фильм «Сайдаш»

## Издательская деятельность
В «Татармультфильме» есть издательская деятельность. Издательство «Татармультфильм» входит в федеральный перечень издательств по выпуску учебных пособий.
Издательство «Татармультфильм» выпускает серию учебников татарского языка «Күңелле татар теле» для учащихся 1-9 классов.
Новейшей разработкой студии «Татармультфильм» стали художественно-анимационные издания (ХАИ) по мультфильмам собственного производства.
Художественно-анимационные издания представляют собой иллюстрированное издание на русском, татарском и английском языках с приложением диска с мультфильмами:
| «Волшебные странички»             | «Кисекбаш»            |
| --------------------------------- | --------------------- |
|                                   |                       |
| «Татарские народные сказки»       | «Сказки родной земли» |
|                                   |                       |
| «Приключения Нефтяши и её друзей» | «Нефтяша и её друзья» |
|                                   |                       |
| «Сабантуй»                        | «Кырмысказки»         |
|                                   |                       |
| «Шурале»                          |                       |
|                                   |                       |

## Библиотека «Бала»
«Татармультфильм» является создателем интерактивной мультимедийной детской библиотеки «Бала» на базе облачных технологий.
Интерактивный мультимедийный формат позволяет просматривать и прослушивать иллюстрированное произведение в разных режимах. Интерактивные возможности по выбору условий работы с библиотекой: текстовое сопровождение, звуковое сопровождение, фрагментарное использование, режим диафильма, целевой иллюстративный материал, автоматический режим и т. д.
Онлайн библиотека «БАЛА» предназначена для изучения татарского языка и татарской литературы, расширения культурно-гуманитарного пространства. В библиотеке представлены более 300 произведений татарских поэтов и писателей.
В библиотеке созданы два ключевых раздела «Мультфильмы на татарском языке» и «Библиотека на татарском и русском языках». Раздел «Библиотека» содержит лучшие сказки и произведения татарских писателей и поэтов в интерактивной звуковой иллюстрированной форме. Раздел «Мультфильмы на татарском языке» содержит все мультфильмы студии «Татармультфильм».
Апробация библиотеки проходила в школах и национально-культурных автономиях Республики Татарстан, Саха-Якутия, Казахстан, Дагестан, Бельгия, Германия, Польша и т. д. Получила Благодарственное письмо 3-го Всемирного конгресса татар. В настоящий момент используется как интерактивное образовательное средство в школах Республики Татарстан.

## Республиканский проект «Культурный дневник школьника»
Министерством культуры Республики Татарстан совместно с Министерством образования и науки Республики Татарстан при партнерстве Татармультфильма с 2014 года реализуется культурно-образовательный проект «Культурный дневник школьника». В первый год он был распространен только на первоклассников, а затем на всю начальную школу (1-4 классы).
Выпуск печатных изданий «Культурный дневник школьника» способствовал созданию и динамичному развитию детской социальной сети в Республике Татарстан (www.культурныйдневник.рф), насчитывающей более 60 тысяч пользователей. Зарегистрировано более 14,6 млн. посещений, свыше 684 тысяч оригинальных посетителей. Ежедневное посещение – свыше 1 500 пользователей. За два года существования проекта проведено более 85 конкурсов. Общее победителей и призеров конкурсов – более 2 500 школьников. На портале опубликовано более 40 тысяч блогов. При запросе любого из муниципального музея Татарстана поисковая машина выдает фото детей с печатным изданием «Культурный дневник школьника» в том или ином культурном учреждении.
Создана массовая специализированная социальную сеть культурной ориентации в Татарстане. Выпуск печатного издания Дневника запускает механизмы блогового наполнения сайта с элементами социальной сети. Таким образом, учащиеся получают возможность обмениваться результатами своего участия в посещении культурных учреждений Татарстан. Таким образом, социальная детская сеть «Культурный дневник школьника»  с начала функционирования  - массовый ресурс культурного воспитания школьников Республики Татарстан.

## Интернет-канал премьерного показа татарских мультфильмов
Татармультфильмом создан интернет-канал премьерного показа татарских мультфильмов «Tatarcartoon» (www.tatarcartoon.ru). Ежегодно который посещают более 55 000 пользователей.